# Rop (priimek)
Rop je priimek več znanih Slovencev:
- Marko Rop, ilustrator
- Tone Rop (*1960), ekonomist in politik